# Jean-Baptiste Arban
Joseph Jean-Baptiste Laurent Arban (* 28. Februar 1825 in Lyon; † 8. April 1889 in Paris) war ein französischer Komponist und Kornettist.

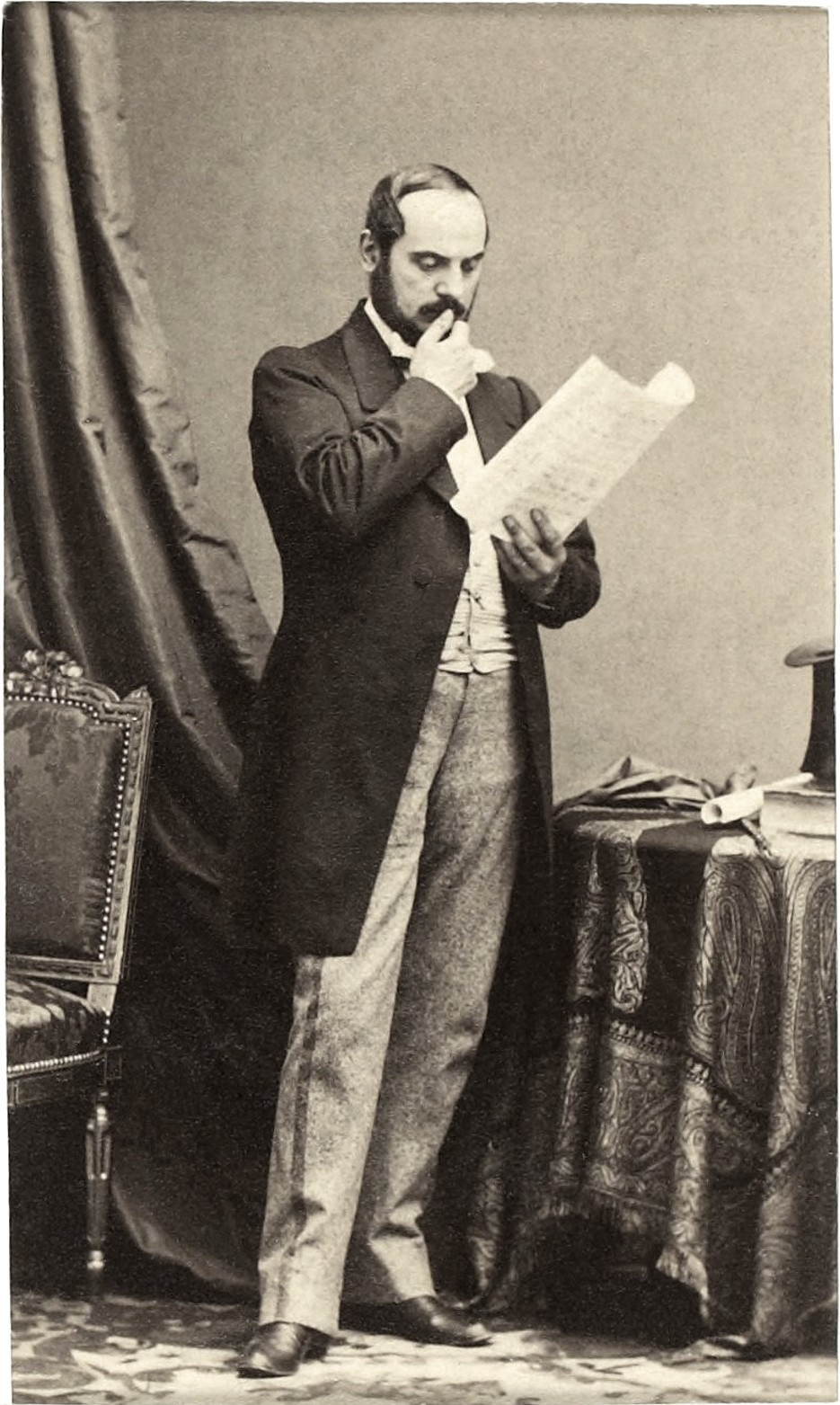
Jean-Baptiste Arban

## Leben
Bereits als kleiner Junge war Jean-Baptiste Arban ständig an Musik interessiert, besonders an den Militärkapellen. Nachdem er einen Kurs über Musiktheorie besucht hatte, entschied er sich für das Kornett (französisch: cornet à pistons) als sein Studieninstrument. Sein Studium absolvierte er am Konservatorium von Paris von 1841 bis 1845.
Er war 1857 zunächst auserkoren als Saxhorn-Instrukteur an der École Militaire in Paris tätig zu werden, der damals einzigen Militärmusikschule in Frankreich. Das Instrument, welches ihm die Berühmtheit vermittelte, nämlich das cornet à pistons, war 1842 durch Adolphe Sax entwickelt worden. 1864, als er seine inzwischen weltberühmte Schule La grande méthode complète de cornet à pistons et de saxhorn par Arban zum ersten Mal veröffentlichte, war er bereits zum Professor am École Militaire aufgestiegen. 1869 wurde er Professor für cornet à pistons am Konservatorium von Paris.
Neben der bereits erwähnten Schule hat er als Komponist einige Paradestücke für Trompete oder Kornett hinterlassen, die allesamt den Ausführenden große Virtuosität abverlangen.

## Werke

### Instrumentalwerke (fürcornet à pistons)
- Caprice et Variations
- Cavatine et Variations
- Étude caractéristique n° 1
- Fantasie
- Fantaisie Brillante über Themen aus Giuseppe Verdis "Don Carlos"
- Fantaisie et Variations sur "Actéon"
- Fantaisie et Variations sur un Thème Allemand
- Thema et variations sur "Le Carnaval de Venise"
- Fantaisie et Variations sur une Cavatine de Vincenzo Bellini
- Variations sur La Norma de Vincenzo Bellini
- Variations sur une Tyrolienne
- Variations sur le Petit Suisse
- Variations sur un Thème favori de Carl Maria von Weber
- Variations sur "Vois-tu la neige qui brille?"
- Variations on Themes from Giuseppe Verdi's "La Traviata"
- "Vollständige Schule für Trompete" – ein in Musikschulen weltweit benutztes Unterrichtswerk